# 豺狼座
豺狼座，是现代88星座之一，也是托勒密的48星座之一。此星座是南天星座之一，位於天秤座正南，天蠍座西南，也就是在南天亮星心宿二和南門雙星之間，可惜，它在赤緯－40°附近，北半球不大容易看到。它包含中国古代星座：顿顽，从官，骑官，车骑，积卒，柱，骑阵将军。
基本上本星座没有特别亮的星，但视星等在2-3等的星有30颗左右。亮度在第6等的星共70颗，其中包含几个双星和多星系统。最亮的星豺狼座α是蓝巨星；豺狼座β中國星名為騎官十。

## 历史和神话
没有明确的神话对应，有时候说它代表希腊神话中的国王萊卡翁。托勒密将代表物设定成狼。希腊天文学家喜帕恰斯在前200年左右把它从半人马座中分出来，称为“兽”。另外还被和附近的天箭座、半人马座一起被认为是被神话英雄海格力斯杀死的“厄律曼托斯山上的野猪”。

## 深空天体
北部有NGC 5824、NGC 5986球状星团，另外附近有暗星云B 228。南部有两个疏散星团NGC 5822、NGC 5749。西部边上有两个漩涡星系，和包含已知最高温恒星的行星星系IC 4406。星座中心也有一个行星狀星系NGC 5882。著名的超新星遗迹SN 1006也位于豺狼座。

## 恒星
有独立名字的恆星（數字為其光度）：
- （豺狼座α）2.30 Men或Kakkab
- （豺狼座β）2.68 騎官四

拜耳命名法中的恆星（數字為其光度）：
豺狼座γ 2.80；豺狼座δ 3.22；豺狼座ε 3.37；豺狼座ζ 3.41；豺狼座η 3.42；豺狼座θ 4.22；豺狼座ι 3.55；豺狼座κ1 3.88；豺狼座κ2 5.70；豺狼座λ 4.07；豺狼座μ 4.27；豺狼座ν1 4.99；豺狼座ν2 5.65；豺狼座ξ1 5.14；豺狼座ξ2 5.59；豺狼座ο 4.32；豺狼座π –；双星系统3.91, 4.82；ρ 4.05；豺狼座σ 4.44；豺狼座τ1 4.56；豺狼座τ2 4.33；豺狼座υ 5.36；豺狼座χ/5 3.97；豺狼座φ1 3.57；豺狼座φ2 4.54；豺狼座ψ1/3 4.66；豺狼座ψ2/4 4.75；豺狼座ω 4.34；豺狼座a 5.39；豺狼座b 5.22；豺狼座c 5.38；豺狼座d 4.55；豺狼座e 4.83；豺狼座f/2 4.35；豺狼座g 4.64；豺狼座h 5.23；豺狼座i/1 4.91；豺狼座k 4.60